# AIDA Cruises

AIDA Cruises — німецька компанія-оператор круїзних маршрутів океанських лайнерів. У наш час підрозділ Carnival Corporation & plc.
Заснована як Deutsche Seereederei, оператор корабля Völkerfreundschaft, компанія зайнялась круїзним бізнесом в 60-ті роки XX ст.

## Кораблі

### Будуються
- AIDAstella (2013)

### Діючий флот

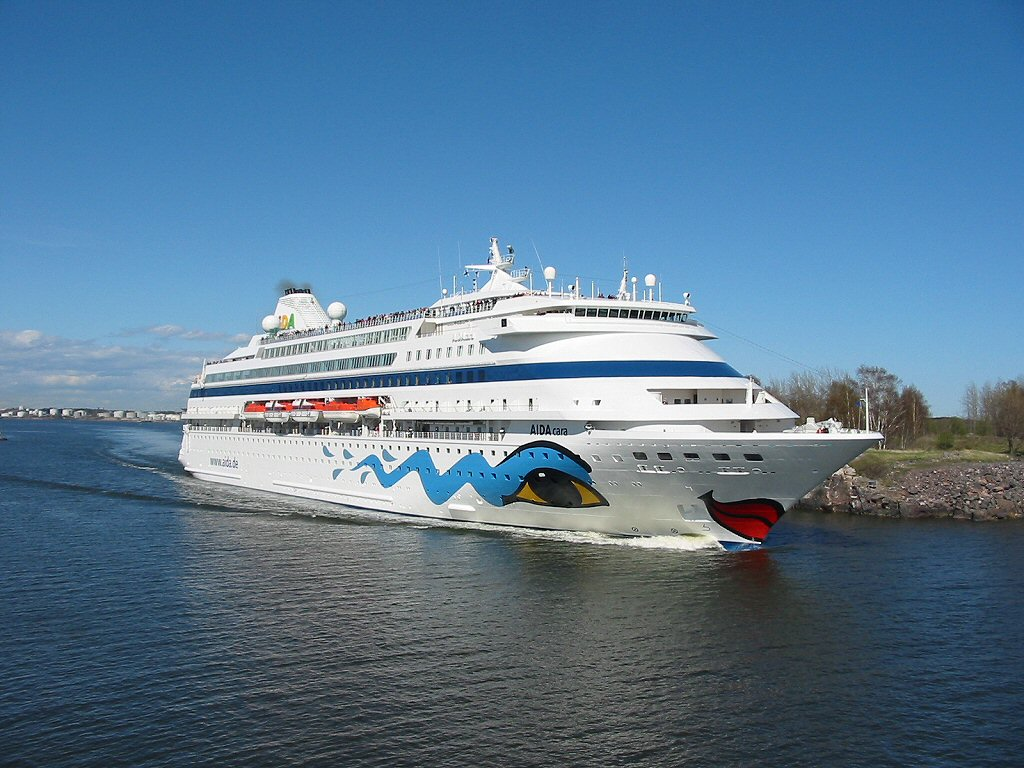
Корабель AIDAcara

- AIDAcara (1996) — 38,557 GRT
- AIDAvita (2002) — 42,289 GRT
- AIDAaura (2003) — 42,289 GRT
- AIDAdiva (2007) — 69,203 GRT
- AIDAbella (2008) — 69,203 GRT
- AIDAluna (2009) — 69,203 GRT
- AIDAblu (2010) — 71,100 GRT
- AIDAsol (2011) — 71,100 GRT
- AIDAmar (2012) — 71,304 GRT

## Мультимедійні шоу
Усі без винятку лайнери компанії обладнані мультимедійними установками і мультимедійними шоу. Унікальна система розроблена фахівцями Emotion Media Factory стійка до морській воді і інших зовнішніх впливів. Компанія AIDA Cruises є єдиною компанією в світі з повноцінними мультимедійними шоу на борту.  
Шоу на борту оновлюються дистанційно, що дозволяє постійно розважати пасажирів новими враженнями. Всього для лайнерів виробляється більше 40 шоу щорічно. 